# Петар Бингулац
Петар Бингулац (Вуковар, 5. јул 1897 — Београд, 5. јануар 1990) био је српски дипломата, музиколог, музички писац, педагог, професор и критичар. Један је од најшколованијих људи свога доба.

## Биографија
Његов отац Никола био је политичар у Пашићевој Народној радикланој странци.
У Сремским Карловцима завршио је богословију 1914. године, а потом одлази на студије у Париз где се до 1924. школује на Правном факултету и Високој школи политичких наука. Паралелно са тим, похађао је и чувену музичку академију Schola Cantorum de Paris, где му је професор композиције био Венсан Д'Енди (франц. Vincent d'Indy).
По завршеним студијама, од 1925. године, па све до 1941. и почетка Другог светског рата, Бингулац је био на дипломатској служби прво у Београду, а потом Милану, Прагу и Софији. Током рата, предавао је у Музичкој школи „Станковић” предмет Музички облици, а Историју музичких стилова и Хорско певање предавао је на Музичкој академији. Од 1945. године искључиво се посветио музици и био ванредан, а затим и редован професор Музичке академије све до пензионисања 1966. године. Предавао је више предмета: Композицију, Аналитичку хармонију, Музичке облике, Познавање хорске литературе.  У свом родном граду Вуковару, водио је певачко друштво „Јавор”. Бавио се и списатељском делатношћу, коју је започео још 1927. и обављао више од пола века.
Петар Бингулац био је и музички критичар, а сарађивао је у часописима Звук, Гласник Музичког друштва Станковић, Мисао, Савремени акорди, Музика, Годишњак Музеја Града Београда, Рад савеза фолклориста Југославије. Научне студије објављивао је у разним зборницима и периодичним публикацијама, а један је од првих људи у земљи који је радио као коментатор Радио Београда и других радио станица. Као коментатор говорио је о најразличитијим музичким проблемима, а истакао се серијом емисија „Музика XX века”, у којима је анализирао дела савремених композитора старије и млађе генерације. Посебно му је био близак Јосип Славенски, са којим је био у кумству. Као познавалац хорске музике бавио се и музиком Стевана Стојановића Мокрањца и Јосифа Маринковића.
Петар Бингулац компоновао је за мешовите хорове „Аман девојко”, „Шаљивка ”и „Псалам”. Истакао се као оригиналан музички писац широког образовања већ у својим првим написима и критикама из београдског музичког живота, потом дописима из Италије, али и студијама о југословенском музичком фолклору и чланцима о српској црквеној музици. Писао је зналачки, критички углавном одмерено и објективно, са нескривеном наклоношћу према одређеној теми. Текстови су му често били конципирани у полемичком тону. Одликовао се бујном речитошћу и темпераментном нарацијом. Био је велики ерудита, „духовит, али и непредвидљив у својим закључцима”, а музичкој критици подвргавао је и признате музичке ауторитете. Својом искреношћу и оштрином у текстовима осликавао је време у коме је живео, у неуобичајеном споју изворног балканства са француском културом. Важио је за човека неуморног истраживачког духа који је често ишао далеко од стереотипског академског писања историчара и теоретичара.
Године 1977. одликован је Орденом рада са црвеном заставом, за нарочите заслуге и постигнуте успехе у раду од значаја за напредак земље.
Био је у браку са Анђом Бунушевац Бингулац, новинарком Политике и правницом која се залагала за идеју женске еманципације и важила за једину жену тадашње редакције Политике која је постигла потпуну равноправност с мушкарцима.
Петар Бингулац преминуо је 5. јануара 1990. године.

## Легат Петра Бингулца
Легат Петра Бингулца налази се у Удружењу за културу, уметност и међународну сарадњу „Адлигат” у Београду, а формирали су га Станоје и Светлана Бингулац, Петрови син и снаха, чланови оснивачи Удружења. Садржи преко хиљаду публикација из његове личне библиотеке, међу којима се истичу први број Књижевних новина, прво издање Ајнштајнове Теорије релативитета на српском језику, али и издања штампана пре 1800. године. У легату су и личне белешке Петра Бингулца, његове фотографије, али и публикације Светлане Бингулац, и оригинална документација са скупштине Светске здравствене организације на којој је Светлана била представник СФРЈ четири године. Целокупна колекција музикологије у Удружењу носи име „Проф. др Петар Бингулац”. 
- Део библиотеке у његовом легату
- Стара издања књига и новина из Петрове библиотеке
- Књига са посветом Милоша Црњанског Петру Бингулцу.
- Уверење о додељеном Ордену рада Петру Бингулцу
- Повеља о одликовању Орденом рада са црвеном заставом
- Стара издања књига (пре 1800) из библиотеке Петра Бингулца